# Společnost česko-korejského přátelství Pektusan
Společnost česko-korejského přátelství Pektusan, z.s. je spolek působící na území bývalého Československa, který jako svůj cíl deklaruje rozvíjení přátelských vztahů mezi českým, slovenským a korejským lidem, rozvíjení kulturních, hospodářských, vědeckých a politických vztahů a napomáhání šíření objektivních informací o dění v KLDR a o jejím mezinárodním postavení. Společnost vznikla v roce 1999 zaregistrováním na Ministerstvu vnitra České republiky jako občanské sdružení, předtím jako neregistrovaná organizace fungovala již od počátku 90. let. Spolupracuje s velvyslanectvím Korejské lidově demokratické republiky v České republice.
Členskou základnu toho českého spolku tvoří i Slováci, členy se mohou stát i občané dalších států EU. Některým členům byla v KLDR udělena státní vyznamenání.
Veřejně působí publikováním přeložených zpráv převzatých od severokorejských médií, organizuje besedy s občany a poskytuje rozhovory do médií, kde prezentuje vlastní pohled na KLDR. S obsáhlým textem obsahujícím kritičtější pohled na KLDR vystoupil na podzim 2022 jeden z členů spolku (dle svých slov však v tu chvíli již de facto vyloučený z důvodu svého kritického postoje vůči ruské invazi na Ukrajinu) Lukáš Vrobel.
Předsedou Společnosti česko-korejského přátelství Pektusan je RSDr. Jozef Servista. Nejvyšším orgánem Společnosti je plénum, které se schází 1× ročně a volí výbor společnosti, jenž je statutárním orgánem.
Vlastníkem domény a provozovatelem webových stránek kldr.info je Štefan Kubini.
Název Společnosti odkazuje na nejvyšší horu Korejské lidově demokratické republiky Pektusan, spjatou s legendou o zrození korejského národa.
Podobné spolky jako Pektusan existují i v zahraničí, například mezinárodně působící Společnost přátelství s Koreou (Korean Friendship Association), Mezinárodní institut myšlenky čučche nebo Britská skupina pro studium myšlenky čučche.

## Kontroverze
Ministerstvo vnitra ČR označilo Pektusan za extremistickou organizaci.